# Oden (Bibel)
Oden (altgriechisch Ὠδαί, lateinisch Cantica, ‚Lieder‘, ‚Gesänge‘) ist die Bezeichnung für eine Zusammenstellung von 14 Gesängen und Gebeten, die großteils der Septuaginta (griechische Übersetzung des Alten Testaments) und dem Neuen Testament entnommen sind.
Die Oden erscheinen als Anhang zum Septuaginta-Psalter zuerst in Bibelhandschriften des 5. bis 7. Jahrhunderts. Die Sammlung wurde vom Alttestamentler Alfred Rahlfs in dessen textkritischer Ausgabe der Septuaginta 1935 als Buch der Oden bezeichnet.

## Textüberlieferung
Die Oden finden sich ohne eigene Überschrift an das Buch der Psalmen angehängt im Codex Alexandrinus (A) aus dem 5. Jahrhundert, im Codex Veronensis (R) aus dem 6. Jahrhundert – einem zweisprachigen Psalter – und im Codex Turicensis (T) aus dem 7. Jahrhundert; außerdem in der Minuskel 55 (nach Rahlfs) aus der ersten Hälfte des 10. Jahrhunderts, die ansonsten eng mit dem (von Rahlfs Codex B genannten) Codex Vaticanus verwandt ist, und den meisten späteren mittelalterlichen Handschriften griechischer Psalter. Die wichtigsten griechischen Vollbibelhandschriften aus dem 4. Jahrhundert, der Codex Vaticanus und der Codex Sinaiticus, enthalten die für die christliche liturgische Praxis zusammengestellte Sammlung dagegen nicht. Im Codex Alexandrinus sind die Oden nicht von demselben Schreiber geschrieben, der die Bücher niederschrieb, aus denen die alttestamentlichen Texte übernommen sind. Dies zeigt sich nicht nur an der Handschrift, sondern auch darin, dass die Oden an einigen Stellen andere Lesarten bieten oder in der Versfolge von der Vorlage abweichen. Codex Veronensis und Codex Turicensis enthalten nicht alle 14 Oden, sondern nur acht bzw. sieben von ihnen in abweichender Reihenfolge und teils verkürzt.
Syrische und koptische Psalter-Handschriften enthalten die Oden nicht, es gibt allerdings eine koptische Handschrift aus dem 6. Jahrhundert, die nur die Oden enthält. Im Psalterium Gallicanum aus dem 8. Jahrhundert, der ältesten vollständigen Handschrift der lateinischen Psalmen-Übersetzung des Hieronymus aus dem 4. Jahrhundert, sind die Oden unvollständig und in abweichender Reihenfolge sowie ergänzt um weitere biblische Gesänge (Klgl 5 , Jdt 16 ) sowie mehr als 20 Kirchenlieder hinzugefügt.

## Die 14 Oden
Die Oden sind eine Zusammenstellung von Liedern, die mit zwei Ausnahmen (Ode 12 und Ode 14) aus dem griechischen Text der Septuaginta und des Neuen Testaments übernommen sind.
1. Gesang des Moses (Ex 15,1–19 EU)
2. Gesang des Moses (Dtn 32,1–43 EU)
3. Gebet der Anna, Mutter des Propheten Samuel (1 Sam 2,1–10 EU)
4. Gebet des Propheten Habakuk (Hab 3,2–19 EU)
5. Gebet des Propheten Jesaja (Jes 26,9–20 EU)
6. Gebet des Propheten Jonas (Jona 2,3–10 EU)
7. Gebet der drei heiligen Kinder (Dan 3,26–56 EU)
8. Gesang der drei heiligen Kinder (Dan 3,57–88 EU)
9. Gesang der Gottesgebärerin (Magnificat), (Lk 1,46–55 EU) und
Gebet des Zacharias (Benedictus), (Lk 1,68–79 EU)
10. Gesang des Jesaja (Jes 5,1–9 EU)
11. Gebet des Hiskia (Jes 38,10–20 EU)
12. Gebet des Manasse (jüdischer apokrypher Text nach 2 Chr 33,11–13 EU)
13. Gebet des Simeon (Nunc dimittis), (Lk 2,29–32 EU)
14. Gebet für jeden Morgen (Gloria in Excelsis Deo), frühchristliches Lied nach Lk 2,14 EU, Ps 144,2 EU und Ps 118,12 EU

Die Vorlagen der siebten und achten Ode finden sich nur in der griechischen Septuaginta, nicht jedoch im hebräischen Text des Danielbuches. Deshalb sind sie in vielen protestantischen Bibelübersetzungen nicht enthalten.

## In der Liturgie
Die ersten neun Oden sind grundlegender Bestandteil des orthodoxen liturgischen Kanons, das heißt der biblischen Gesänge, die in der Liturgie der orthodoxen Kirchen an Wochentagen rezitiert werden. Jeweils eine Ode dient dabei als thematischer Anknüpfungspunkt und wird mit weiteren Hymnen kombiniert. Solche Hymnen (Troparien) greifen das spirituelle Thema des entsprechenden biblischen Textes auf und verbinden es mit dem Thema der Tagesliturgie. Außer in der Karwoche wird die zweite Ode (das Lied des Mose am Ende des Deuteronomium) mit ihrer schwermütigen Bußthematik übersprungen.
In vergleichbarer Weise bilden die als biblische Gesänge überlieferten Oden auch in der Liturgie der Westkirche als sogenannte Cantica einen festen Bestandteil des Stundengebets und werden wie Psalmen mit Antiphonen gerahmt und thematisch in die Tagesliturgie eingebunden.

## Ausgaben und Übersetzungen
- Das Buch der Oden. In: Septuaginta Deutsch. Das griechische Alte Testament in deutscher Übersetzung. Stuttgart 2009, S. 899–914.